# Naidra Ayadi
Naidra Ayadi (Saint-Ouen, 1980) é uma atriz francesa. Ela venceu o César de Melhor Atriz Revelação em 2012 pelo seu papel no filme Polissia.

## Biografia
Naidra Ayadi nasceu em uma família de origem tunisiana em Saint-Ouen, Seine-Saint-Denis, nos subúrbios ao norte de Paris. Ela passou vários anos trabalhando apenas no teatro e na televisão antes do seu primeiro papel de destaque no cinema no filme Polissia (2011), dirigido por Maïwenn. Por este trabalho, Ayadi venceu o prêmio César de melhor atriz revelação; ela dividiu o prêmio com Clotilde Hesme, que o venceu pelo papel em Angèle et Tony (2011).
Em 2018 Ayadi dirigiu seu primeiro filme, Ma fille, estrelado por Roschdy Zem.

## Filmografia

### Cinema
| Ano  | Título              | Papel    | Diretor                   | Notas                           |
| ---- | ------------------- | -------- | ------------------------- | ------------------------------- |
| 2005 | Zim and Co.         | Safia    | Pierre Jolivet            |                                 |
| 2011 | Polissia            | Nora     | Maïwenn                   | César de melhor atriz revelação |
| 2013 | Voyage sans retour  |          | François Gérard           |                                 |
| 2013 | Prêt à tout         | Rachida  | Nicolas Cuche             |                                 |
| 2013 | Les Gazelles        | Myriam   | Mona Achache              |                                 |
| 2013 | SMS                 | Leila    | Gabriel Julien-Laferrière |                                 |
| 2013 | Une histoire banale |          | Audrey Estrougo           |                                 |
| 2015 | Jailbirds           | Robocop  | Audrey Estrougo           |                                 |
| 2016 | Il a déjà tes yeux  | Anna     | Lucien Jean-Baptiste      |                                 |
| 2017 | Pris de court       | Nathalie | Emmanuelle Cuau           |                                 |

### Televisão
| Ano             | Título           | Papel                  | Diretor                    | Notas              |
| --------------- | ---------------- | ---------------------- | -------------------------- | ------------------ |
| 2014            | 3 x Manon        | Zohra                  | Jean-Xavier de Lestrade    | Minissérie         |
| 2014            | Vogue la vie     | Virginie               | Claire de La Rochefoucauld | Telefilme          |
| 2015            | Rappelle-toi     | Maître Yasmine Benatef | Xavier Durringer           | Telefilme          |
| 2016            | La Bête curieuse | Nadia                  | Laurent Perreau            | Telefilme          |
| 2017            | Paris, etc.      | Nora                   | Zabou Breitman             | Série de televisão |
| 2017            | Héroïnes         | Selma Zerktouni        | Audrey Estrougo            | Série de televisão |
| (2017-presente) | Black Spot       | Leila Barami           | Mathieu Missoffe           | Série de televisão |

### Diretora/roteirista
| Ano  | Título   | Notas |
| ---- | -------- | ----- |
| 2018 | Ma fille |       |

## Teatro
| Ano  | Título                         | Autor          | Diretor         | Notas                 |
| ---- | ------------------------------ | -------------- | --------------- | --------------------- |
| 2007 | Meurtres de la princesse juive | Armando Llamas | Philippe Adrien | Théâtre de la Tempête |

## Prêmios e indicações

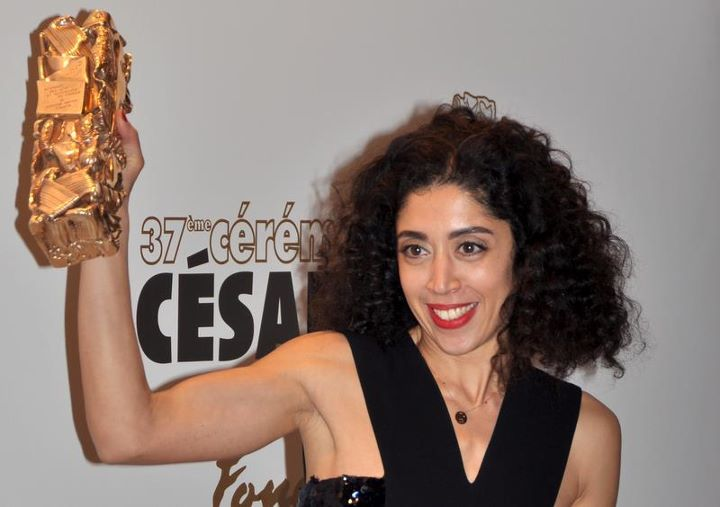
Naidra Ayadi na 37ª edição do César.

### César
| Ano  | Trabalho | Categoria              | Resultado |
| ---- | -------- | ---------------------- | --------- |
| 2012 | Polissia | Melhor Atriz Revelação | Venceu    |